# Stiftung Standortsicherung Kreis Lippe
Die gemeinnützige Stiftung Standortsicherung Kreis Lippe ist eine selbständige Stiftung privaten Rechts, die im Kreis Lippe Projekte in den Bereichen Bildung, Wissenschaft und Forschung sowie Kultur und Ehrenamt fördert. Sie wurde am 19. Juli 2001 gegründet. Sitz der Stiftung ist Detmold.
Die Stiftung verwaltet neben eigenem Vermögen zehn unselbständige Treuhandstiftungen und sechs Stiftungsfonds. Mit Stand 31. Dezember 2022 verfügt sie über ein Stiftungskapital von rund 19,6 Millionen Euro. Dies setzt sich zusammen aus 4,7 Millionen Euro Stiftungskapital, einem zinslosen Darlehen des Kreises Lippe über 12,8 Millionen Euro und Rücklagen über 2,2 Millionen Euro. Im Jahr 2022 sind rund 77.300 Euro für Projekte zugesagt worden, damit hat die Stiftung seit Gründung über 7,6 Millionen Euro Fördergelder für die Erfüllung ihrer gemeinnützigen Zwecke investiert.

## Geschichte
Der Kreis Lippe war neben den Landkreisen Holzminden, Hameln-Pyrmont und Schaumburg Gesellschafter der Elektrizitätswerk Wesertal mit einem Geschäftsanteil von 46 %. Nach der Verabschiedung des Gesetzes zur Neuregulierung des Energiewirtschaftsrechts waren grundlegende Neuausrichtungen in dieser Branche erkennbar. Durch die zunehmende Internationalisierung waren die regionalen Energieversorgungsunternehmen zudem gezwungen, sich am Markt neu zu orientieren, um zum Beispiel durch strategische Partnerschaften ihre Position am Markt langfristig zu sichern.
Vor diesem Hintergrund hatten sich die vier ehemaligen Wesertalgesellschafter darauf verständigt, zur Aufnahme eines strategischen Partners Geschäftsanteile abzugeben, und zwar in einer Bandbreite zwischen 50 und 100 %. Mit dem Kauf- und Privatisierungsvertrag vom 9. September 1999 haben deshalb der Kreis Lippe und die übrigen kommunalen Gesellschafter ihre Geschäftsanteile an der Elektrizitätswerke Wesertal GmbH an die Fortum AG aus Finnland verkauft.
Auf Initiative des damaligen Landrats Friedel Heuwinkel sollte der Kapitalstamm der Verkaufserlöse nicht nur für eine Entschuldung des Kreishaushaltes oder zur Finanzierung laufender Verwaltungsaufgaben eingesetzt werden. Ziel der weiteren finanzpolitischen Überlegungen und Entscheidungen des Kreises Lippe war es vielmehr, einen Teil des Verkaufserlöses in seiner Substanz dauerhaft zu erhalten und das Kapital langfristig im Rahmen der rechtlichen Möglichkeiten der kommunalen Haushaltswirtschaft anzulegen.
Die Verkaufserlöse in Höhe von insgesamt 172,6 Millionen Euro wurden in den folgenden Jahren daher zu verschiedenen Zwecken eingesetzt: Neben der Unterstützung der Städte und Gemeinden im Rahmen ihrer Haushaltswirtschaft (Zuweisungen und Haushaltsausgleich 52,1 Millionen Euro), der Finanzierung von Investitionen des Kreises Lippe und seiner Beteiligungen (31 Millionen Euro) wurde auch eine Teilentschuldung (38,3 Millionen Euro) aus den Erlösen vorgenommen. Je weitere 12,8 Millionen Euro wurden an die Klinikum Lippe GmbH zur Finanzierung von Pensionsaufwendungen und eben an die Stiftung Standortsicherung ausgeliehen, 4 Millionen Euro dem Stiftungskapital der Stiftung zugeführt und rund 21 Millionen Euro werden weiterhin direkt vom Kreis Lippe verwaltet.
Mittelpunkt der Überlegungen war eine beabsichtigte Strukturförderung in den Bereichen Wirtschaft, Bildung und Wissenschaft in der Region Lippe, die mittel- und langfristig zu einer Stärkung des Standortes und damit auch zu einer Entlastung der kommunalen Haushalte führen soll. Leitidee war dabei die Überzeugung, dass in der Wirtschaftsförderung zunehmend Handlungsfelder an Bedeutung gewinnen, die an weiche Standortfaktoren wie Innovation, Technologietransfer, regionale Vernetzung und Kooperation sowie dem regionalen Bekanntheitsgrad und Image anknüpfen und deshalb dazu beitragen können, die Attraktivität und damit den Kreis Lippe als Wirtschaftsstandort zu verbessern. Als mögliche Form zur Umsetzung dieser Ideen stellte sich die örtliche oder kommunale Stiftung als der erfolgversprechendste Weg heraus.
Unter dem Namen „Stiftung Standortsicherung Kreis Lippe“ wurde die Stiftung am 19. Juli 2001 als eine örtliche selbständige Stiftung im Sinne des § 2 Abs. 3 StiftG NW mit Sitz in Detmold gegründet.

## Zweck
Die Stiftung verfolgt ausschließlich und unmittelbar gemeinnützige Zwecke im Sinne des Abschnitts „Steuerbegünstigte Zwecke“ der Abgabenordnung. Zweck der Stiftung ist die Förderung der Bildung (Aus-, Weiter- und Fortbildung), die Förderung der Wissenschaft und Forschung in ihrer Praxisorientierung, die Förderung der Kultur zur Standortförderung und -entwicklung im Kreis Lippe, soweit die Fördermaßnahmen zugleich im Rahmen der Aufgaben des Kreises Lippe liegen und die Förderung des Ehrenamts.
Der Stiftungszweck soll insbesondere verwirklicht werden durch die Förderung der beruflichen Aus-, Weiter- und Fortbildung, die Förderung des Dialogs und Erfahrungsaustauschs zwischen Forschung, Schule und Wirtschaft durch eine gezielte Informations- und Öffentlichkeitsarbeit, durch Qualifizierungs-, Weiterbildungs- und Schulungsmaßnahmen, die Unterstützung von Forschungsvorhaben und die Unterstützung und Durchführung von „Pilotprojekten“ zur beispielhaften Umsetzung und Erprobung wissenschaftlicher Erkenntnisse in die Praxis, wobei die dadurch gewonnenen Erkenntnisse der Öffentlichkeit zugänglich zu machen sind sowie die Förderung kultureller Einrichtungen oder Veranstaltungen von überörtlicher Bedeutung und Wirkung.
Zweck der Stiftung ist auch die Beschaffung und Zuwendung finanzieller Mittel zur Förderung der Zwecke an andere geeignete steuerbegünstigte Körperschaften oder Körperschaften des öffentlichen Rechts gemäß § 58 Nr. 1 AO.
Die Stiftung Standortsicherung Kreis Lippe wurde zudem mit dem Ziel gegründet, in ihrer Organisation, Arbeitsweise und Öffentlichkeitsarbeit im Sinne einer Public-Private-Partnership zusätzliches stifterisches Engagement zu initiierten und zu bündeln. Aus diesem Grund setzt sie sich auch für die Errichtung unselbständiger Stiftungen (Treuhandstiftungen) und Stiftungsfonds ein, die innerhalb ihres in der Satzung festgelegten Zweckrahmens liegen und bietet deren treuhänderische Verwaltung an.

## Förderschwerpunkte
Der Bereich Bildung stellt den Schwerpunkt der Förderung der Stiftung Standortsicherung dar. Gefördert werden hier Projekte und Maßnahmen mit den Themen Ausbildung, Sprachförderung, MINT-Bildung und Familienbildung. Zielgruppen sind dabei Migranten, Schulabbrecher, Eliten und Förderschüler. Bildungsprojekte und -initiativen, die die Stiftung bereits gefördert hat oder noch fördert sind u. a. Lernen vor Ort, das familY-Programm von buddY e.V., BINGO – Berufsoffensive für Ingenieurinnen und Ingenieure in OWL und den Verein Chance Ausbildung Lippe e.V.
Im Bereich der Förderung von Wissenschaft und Forschung stehen bei der Stiftung die Kooperationen zwischen lippischen Hochschulen und Unternehmen sowie der lippischen Hochschulen untereinander im Fokus. Wissenstransfer und die Unterstützung der Durchführung von Leuchtturmprojekten stehen hier ebenfalls im Mittelpunkt. Die Stiftung hat seit ihrer Gründung mehrere Stiftungslehrstühle an der Technischen Hochschule Ostwestfalen-Lippe und der Hochschule für Musik Detmold gefördert bzw. (teil)finanziert.
Leuchtturmprojekte bzw. herausragende Veranstaltungen sind ebenfalls Bestandteil der Förderschwerpunkte im Bereich Kultur. Dazu kommen Projekte im Bereich der kulturellen Bildung und der musikalischen Förderung. Förderbeispiele sind hier die finanzielle Unterstützung des Baus des Musikkindergartens der Hochschule für Musik Detmold in Detmold 2012 sowie die Förderung der NRW-Theatertage 2017 in Detmold vom 19. bis 28. Mai 2017.

## Organe

### Geschäftsführung/Geschäftsstelle
Die Stiftung verfügt über eine hauptamtliche Geschäftsführung. Sie führt die laufenden Geschäfte der Stiftung und ist im Innenverhältnis an die Weisungen des Stiftungsrats gebunden. Seit 2002 bekleidet dieses Amt die promovierte Betriebswirtschaftlerin Angelika Heinrike Heil. Sie sitzt in der Geschäftsstelle der Stiftung im Kreishaus in Detmold. Zur Geschäftsstelle gehören außerdem zwei weitere hauptamtliche Mitarbeiterinnen.

### Stiftungsrat
Der Stiftungsrat entscheidet über die Grundsätze der Stiftungsarbeit und berät und überwacht die Geschäftsführung. Er vertritt die Stiftung gerichtlich und außergerichtlich und handelt durch zwei Stiftungsratsmitglieder gemeinsam, darunter der Vorsitzende oder der stellvertretende Vorsitzende. Mitglieder sind aktuell (Stand: 2022):
- Axel Lehmann, SPD, (Vorsitzender)
- Inga Loke, BÜNDNIS 90/DIE GRÜNEN (stellv. Vorsitzende)
- Lars Brakhage, CDU
- Heinz Grützmacher, SPD
- Steffen König, AFD
- Anette Lewicki, SPD
- Peter Lohmann, BÜNDNIS 90/DIE GRÜNEN
- Ute Meyer, FDP
- Wilhelm Schall, FW-Aufbruch C
- Jan Wisomiersky, CDU
- Albert Hüser, zugleich Vorsitzender des Kuratoriums

### Kuratorium
Zu den Aufgaben des Kuratoriums gehören die Beratung und Unterstützung der Geschäftsführung und des Stiftungsrats, insbesondere durch Vorschläge und Stellungnahmen zu Fördermaßnahmen der Stiftung sowie die Repräsentation des Anliegens der Stiftung in der Öffentlichkeit. Mitglieder sind aktuell (Stand 2022):
- Albert Hüser (Vorsitzender)
- Klaus Drücker, Sparkasse Lemgo (stellv. Vorsitzender)
- Rainer Giesdorf, Medien Centrum Giesdorf
- Thomas Grosse, Hochschule für Musik Detmold
- Jürgen Krahl, Technische Hochschule Ostwestfalen-Lippe
- Maren Lampe, Elektro Lampe GmbH / Elektro Drücker GmbH, SDL GmbH & Co. KG
- Franziska Louis, Louis Internet
- Michael G. Schnittger, ehem. Rektor Grundschule Heiligenkirchen
- Kai Vogelsänger, Vogelsänger Studios
- Günter Vogt, ehem. VerbundVolksbank OWL
- Simone Weder, Weder GmbH

## Treuhandstiftungen

### Karl Fischer-Stiftung für Ausbildungsförderung
Die gemeinnützige „Karl Fischer-Stiftung für Ausbildungsförderung“ fördert die Bildung und Erziehung junger Menschen in Lippe. Stifterin Käthe Fischer († 14. März 2013) hat sie im Jahr 2003 gegründet. Sie ist die erste Treuhandstiftung in der Verwaltung der Stiftung Standortsicherung. Im Besonderen unterstützt sie die Arbeit im Westfälischen Kinderdorf Lipperland in Barntrup. Seit der Gründung hat die Karl Fischer-Stiftung durch die Finanzierung von wichtigen Anschaffungen die Ausbildung im Kinderdorf ermöglicht und die Bereiche Küche, Tischlerei, Garten-/Landschaftsbau und Malerei erweitert.

### Stiftung „Für Lippe“
Die gemeinnützige Stiftung "Für Lippe" entwickelt und fördert bürgerschaftliches Engagement für und in Lippe. Der ehemalige „Verein der Freunde und Förderer des Lipperlandes – Für Lippe e.V.“ wurde mit Wirkung zum 1. Januar 2005 in eine unselbständige Stiftung überführt. Sie engagiert sich für die regionale Kultur, Traditionen und ihre Zukunft. Ihr Hauptaugenmerk liegt auf der Förderung der beruflichen Qualifizierung von Jugendlichen unter dem Motto „Der Jugend eine Chance“. Damit trägt die Stiftung dem ehemaligen Vereinszweck Rechnung.
Zum Gemeinwohl der Region Lippe und der hier lebenden Menschen werden insbesondere Projekte in den Bereichen Bildung und Erziehung sowie Kunst und Kultur gefördert. Auch Aktivitäten im öffentlichen Gesundheitswesen, in der Jugendhilfe und Kriminalprävention, zu mildtätigen Zwecken und in der Wissenschaft und Forschung können gefördert werden.

### Meyer-Sickendiek-Stiftung für Ausbildung und Erziehung
Die gemeinnützige „Meyer-Sickendiek-Stiftung für Ausbildung und Erziehung“ wurde am 15. April 2005 gegründet. Zweck der Stiftung ist laut Satzung die Unterstützung privatwirtschaftlicher und kirchlicher Einrichtungen, die Kinder und Jugendliche mit Ausbildung und Erziehung versorgen. Der Stiftungszweck wird insbesondere verwirklicht durch Zuwendungen an solche Einrichtungen, die sich im Rahmen von Ausbildung und Erziehung besonders engagieren, so z. B. in der Sprachförderung, Gesundheitserziehung, Kinderfreizeiten, sozialem Verhaltenstraining und Arbeit mit Eltern. Unterstützt werden in erster Linie Einrichtungen in der lippischen Stadt Bad Salzuflen.

### Stiftung der Hochschule für Musik Detmold
Die gemeinnützige „Stiftung der Hochschule für Musik Detmold“ wurde am 4. Dezember 2006 gegründet. Sie unterstützt die Hochschule für Musik Detmold, die sich unter veränderten hochschulpolitischen Rahmenbedingungen laufend weiterentwickeln und im Raum Nordrhein-Westfalen und im Besonderen in Westfalen-Lippe noch stärker profilieren will. Der Stiftungszweck wird insbesondere verwirklicht durch die Förderung des musikalischen Nachwuchses und musikalisch hochbegabter Kinder und Jugendlicher sowie durch finanzielle und ideelle Unterstützung von Studierenden, z. B. durch Gewährung von Stipendien, Beihilfen zu Studienaufenthalten oder zur Beschaffung von Instrumenten.

### Finke-Stiftung
Zweck der im Jahr 2008 von der Stifterin Elfriede Finke († 2011) gegründeten gemeinnützigen „Finke-Stiftung“ ist die Förderung der Bildung, Wissenschaft und Kultur im Bereich der Altenhilfe, vorrangig in Kalletal bzw. in Lippe, z. B. durch Unterstützung bei der Ausbildung von Pflegekräften oder mit dem Angebot von Veranstaltungen für ältere Menschen im Kalletal.

### Stiftung „Ohne Fleiß kein Preis“
Die gemeinnützige Stiftung „Ohne Fleiß kein Preis“ wurde 2011 gegründet und fördert die Bildung junger Menschen ab dem zehnten Lebensjahr bis zum Schulabschluss in den Bildungseinrichtungen in der Stadt Bad Salzuflen. Der Stiftungszweck wird insbesondere verwirklicht durch die Förderung und Belohnung fleißiger Schülerinnen und Schüler sowie Schülergruppen z. B. mit Geld- oder Sachpreisen, um die Stärken weiter zu fördern durch die Ausrichtung bildungsfördernder Maßnahmen für diesen Personenkreis (z. B. Museumsbesuche, Bildungsfahrten etc.) sowie durch Auszeichnungen oder Ehrungen auch im feierlichen Rahmen.

### LIFT-Stiftung – Stiftung für berufliche Bildung in Lippe
Die gemeinnützige „LIFT-Stiftung - Stiftung für berufliche Bildung in Lippe“ wurde am 9. Juli 2012 gegründet. Sie ist aus dem am 17. Dezember 1986 gegründeten Verein „Lippisches Fortbildungszentrum für Neue Technologien (LIFT) e.V.“ hervorgegangen. Zweck der Stiftung ist die Förderung der Erziehung, Volks- und Berufsbildung einschließlich der Studentenhilfe, von Wissenschaft und Forschung sowie des bürgerschaftlichen Engagements zugunsten gemeinnütziger Zwecke. Im Mittelpunkt steht dabei die Nachwuchsförderung.

### Stiftung der Hochschulgesellschaft für die Technische Hochschule Ostwestfalen-Lippe
Die Hochschulgesellschaft Ostwestfalen-Lippe e.V. hat am 4. Mai 2018 die gemeinnützige Treuhandstiftung „Stiftung der Hochschulgesellschaft für die Technische Hochschule Ostwestfalen-Lippe“ gegründet. Sie fördert die Entwicklung der Technischen Hochschule Ostwestfalen-Lippe (TH OWL) und unterstützt die Ausbildung des Nachwuchses in den an der TH OWL eingerichteten Studiengängen ideell und materiell zu unterstützen. Gleichzeitig wird das Ziel verfolgt, den Austausch zwischen Hochschule, Gesellschaft und Wirtschaft zu fördern.

### Brigitte und Alfred Wiebe-Stiftung für bedürftige minderjährige Kinder
Zweck der Stiftung ist die Beschaffung von Mitteln zur Versorgung minderjähriger Kinder in sozial schwachen Familien mit Erziehung und Bildung. Der Stiftungszweck wird insbesondere verwirklicht durch die finanzielle Unterstützung bei der Beschaffung von Lernmitteln (z. B. Bücher, EDV-Medien), Teilnahme an Fortbildungsangeboten (z. B. Sprachkurse) und der Teilnahme an Kinder- und Jugendfreizeiten (z. B. Klassenfahrten). Die Gründung der „Brigitte und Alfred Wiebe-Stiftung für bedürftige minderjährige Kinder“ erfolgte 2020 als unselbstständige Stiftung von Todes wegen durch die Eheleute Wiebe.

### Helmut und Susanne Becker-Stiftung
Die "Helmut und Susanne Becker-Stiftung" fördert die Bildung junger Menschen in Bad Salzuflen bis zum Abschluss ihrer Ausbildung. Die Stiftung setzt sich dabei für die Verwirklichung einer kinderfreundlichen Gesellschaft und die Förderung der geistigen, psychischen, sozialen und körperlichen Entwicklung der Kinder ein. Die Gründung der "Helmut und Susanne Becker-Stiftung" erfolgte 2021 durch die Eheleute Helmut und Susanne Becker als unselbstständige Stiftung.

## Stiftungsfonds

### Umweltstiftung Lippe
Zweck der gemeinnützigen „Umweltstiftung Lippe“ ist laut Rahmenvereinbarung die Förderung der Umweltbildung sowie von Vorhaben zum Schutz, zur Entwicklung und Pflege der Natur und Umwelt, Entwicklung und Erprobung zukunftsorientierter, umwelt- und naturschonender Energien. Das Kapital der Umweltstiftung stammt aus Mitteln der aufgelösten Wesertal-Umweltstiftung. Es ist an die Stiftung Standortsicherung Kreis Lippe übertragen worden, die 2007 einen speziellen Stiftungsfonds eingerichtet hat. Um dem Stiftungszweck der aufgelösten Stiftung Rechnung zu tragen, fördert die Umweltstiftung Lippe seit ihrer Gründung Projekte, die sich um die Umwelt und den Naturschutz sowie den (richtigen) Umgang mit Energie usw. bemühen – immer vor dem Hintergrund der (Weiter-)Bildung.

### Helmut und Irmgard Grünberg-Stiftung
Die gemeinnützige „Helmut und Irmgard Grünberg-Stiftung“ fördert lippeweit Maßnahmen und Projekte im Bereich Bildung bis zum Abschluss des Studiums. Sie wurde vom gleichnamigen Ehepaar Helmut († 2012) und Irmgard Grünberg 2012 gegründet und ist als Stiftungsfonds bei der Stiftung Standortsicherung eingerichtet.

### Martha-Enders-Stiftung
Die gemeinnützige „Martha-Enders-Stiftung“ wurde 2015 mit dem Ziel gegründet, die Bildung (Aus-, Weiter-, Fortbildung), die Wissenschaft und Forschung in ihrer Praxisorientierung sowie die Kultur zur Standortentwicklung im Kreis Lippe zu fördern. Sie ist als Stiftungsfonds bei der Stiftung Standortsicherung eingerichtet.

### Siegfried-Kunte-Stiftung
Die im Januar 2017 gegründete „Siegfried-Kunte-Stiftung“ fördert bürgerschaftliches Engagement zugunsten gemeinnütziger Zwecke zur Standortförderung und -entwicklung im Kreis Lippe, insbesondere in Lemgo. Sie ist als Stiftungsfonds bei der Stiftung Standortsicherung eingerichtet.

### Rudolf-Wilhelm-Jahns-Stiftung
Um junge Menschen auf dem Weg in eine Ausbildung und damit eine sichere Zukunft zu unterstützen, hat Rudolf Wilhelm Jahns am 11. März 2019 die nach ihm benannte „Rudolf-Wilhelm-Jahns-Stiftung“ gegründet. Die Stiftung fördert die berufliche Aus-, Weiter- und Fortbildung im Kreis Lippe. Insbesondere sollen zusätzliche Ausbildungsmöglichkeiten für junge Menschen geschaffen werden. Sie sollen bei der beruflichen Erstausbildung unterstützt und betreut werden. Junge Erwachsene, die in regulären Auswahlverfahren nicht berücksichtigt wurden, sollen so eine Chance auf eine Berufsausbildung erhalten. Die „Rudolf-Wilhelm-Jahns-Stiftung“ ist als Stiftungsfonds bei der Stiftung Standortsicherung eingerichtet.

### Gisela-Strate-Stiftung
Die im Juni 2023 gegründete „Gisela-Strate-Stiftung“ fördert die Bildung, insbesondere die Ausbildung von Kindern bis zu zehn Jahren, vorzugsweise in Lemgo. Sie ist als Stiftungsfonds bei der Stiftung Standortsicherung eingerichtet.

## Weiteres Engagement
Die Stiftung Standortsicherung Kreis Lippe setzt sich für die Transparenz der Arbeit von Stiftungen ein. Sie nimmt an der Initiative Transparente Zivilgesellschaft teil und hat sich über sie freiwillig zur Transparenz verpflichtet. 2008 verabschiedete der Stiftungsrat „Unsere Grundsätze guter Stiftungspraxis“ nach dem Vorbild der Grundsätze des Bundesverbands Deutscher Stiftungen, in dem sich die Stiftung auch engagiert.